# Celeus galeatus
El carpintero cara canela (Celeus galeatus) es una especie de ave de la familia de los pájaros carpinteros.
Es endémica del norte de Argentina, sur de Brasil y este de Paraguay. Sus hábitats naturales son las selvas subtropical o tropical húmedas de tierras bajas. Está amenazada por pérdida de hábitat.